# Malka Jeleazna, Loveci
Malka Jeleazna (în bulgară Малка Желязна) este un sat în comuna Teteven, regiunea Loveci,  Bulgaria. 

## Demografie
Componența etnică a satului Malka Jeleazna
     Bulgari (98,41%)
     Nicio identificare (1,58%)
     Altele (0%)
La recensământul din 2011, populația satului Malka Jeleazna era de 126 locuitori. Din punct de vedere etnic, majoritatea locuitorilor (98,41%) erau bulgari. Pentru 1,58% din locuitori nu este cunoscută apartenența etnică.